# Mark Noble
Mark James Noble, född 8 maj 1987 i Canning Town, London, är en engelsk före detta fotbollsspelare som 2004–2022 representerade klubben West Ham United på professionell nivå. Han var utlånad under två perioder, säsongen 2005-2006 spelade han fem ligamatcher för Hull och säsongen efter 13 ligamatcher för Ipswich.
Noble spelade 20 landskamper för Englands U21-landslag mellan 2007 och 2009 och var lagkapten under U21-EM 2009 där England kom tvåa efter att ha förlorat finalen mot Tyskland.